# Torres de Tajamar
Las Torres de Tajamar son un conjunto arquitectónico formado por cuatro edificios de diferente altura inaugurados en 1967 y ubicados en la comuna de Providencia, Santiago de Chile. 
Característicos del movimiento moderno de mitad del siglo XX, se levantan entre las avenidas Providencia (S) y Andrés Bello (N) y las calles Huelén (poniente) y Miguel Claro (oriente); están entre las estaciones Salvador y Manuel Montt de la línea 1 del metro capitalino, a continuación del parque Balmaceda. El conjunto es de un uso residencial, aunque en su primera planta tiene oficinas y locales comerciales.
Su nombre lo debe a los tajamares construidos en la época colonial para encauzar las aguas del río Mapocho.

## Diseño

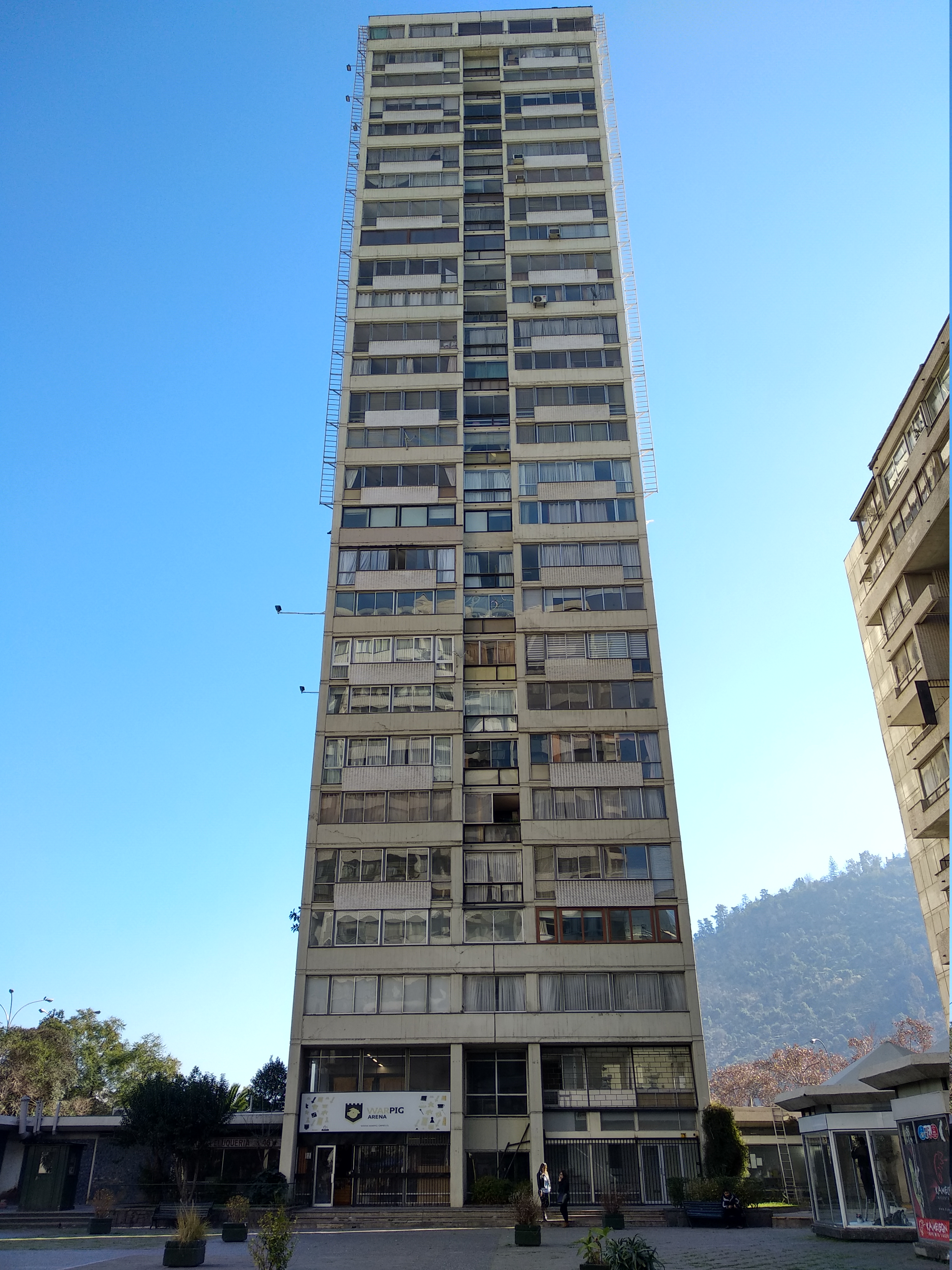
Torre A y sus 28 pisos.

El complejo de las Torres de Tajamar posee cuatro edificios: la A es la más alta con 28 pisos (84 metros), le siguen la C con 19, la D con 15 y la B con 10. Entre los 4 edificios existe una plazoleta central. 
El proyecto, cuyo diseño original pertenece a Luis Prieto Vial, fue abordado en conjunto por la oficina de arquitectura de Carlos Bresciani, Héctor Valdés, Fernando Castillo Velasco y Carlos Huidobro (BVCH) y la oficina de construcción Bolton, Larraín y Prieto.
En un principio, el proyecto contemplaba una torre principal como protagonista y tres edificios de menor altura como apoyo, pero por razones de costo y rentabilidad fue modificado: la torre central disminuyó a 28 pisos mientras que las otras se elevaron logrando crear "un conjunto relativamente homogéneo, que bloquea la relación con el gran paisaje de la cuenca de Santiago".
Los dos primeros pisos quedaron para oficinas y comercios, y en el resto se habilitaron 387 departamentos (39.621 m²) para 2200 habitantes en menos de una hectárea. La superficie total construida es de 49.523 m².

## Historia

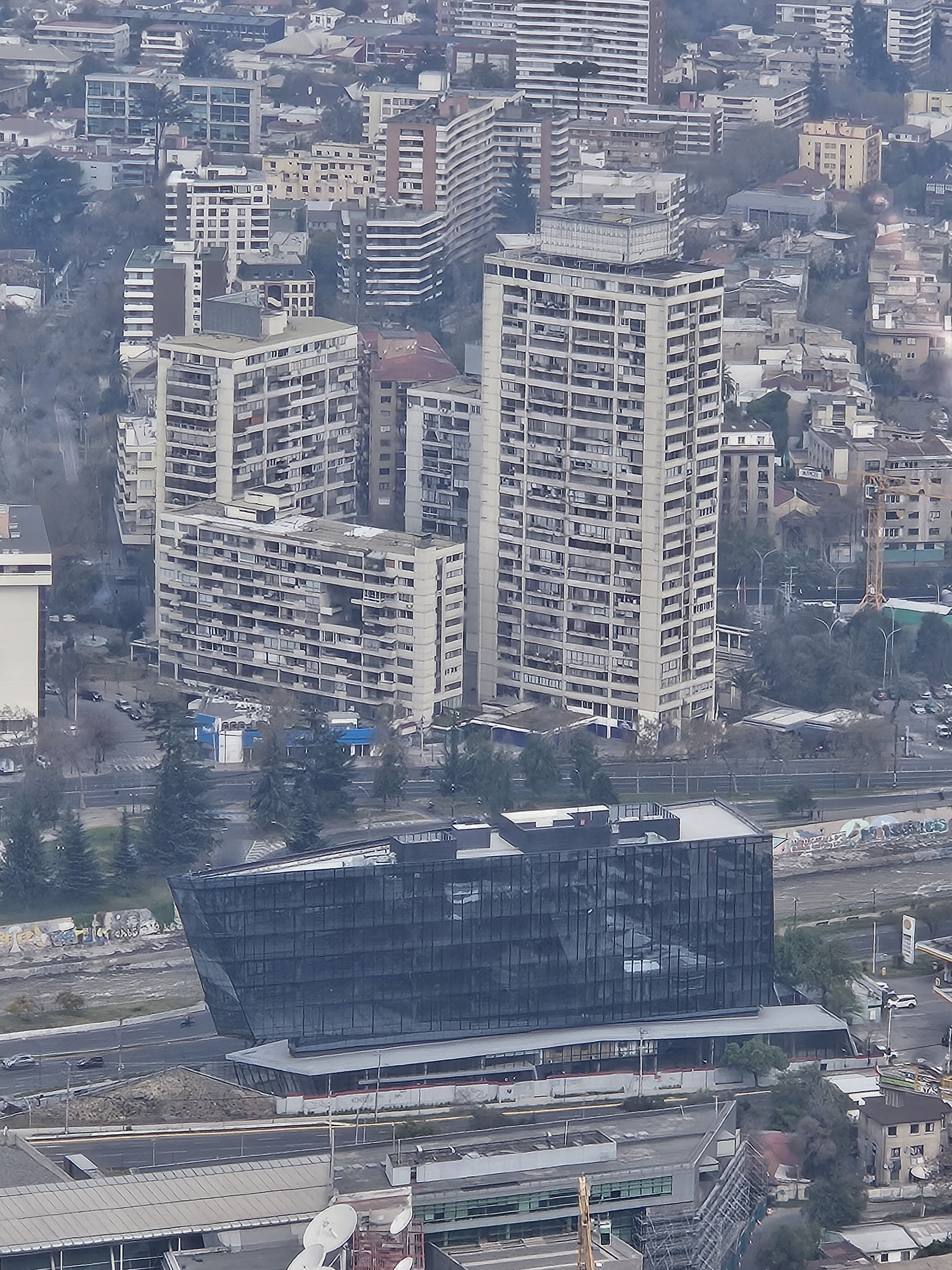
Torres del Tajamar y Santa Maria Office vistos desde el Teleférico de Santiago

El complejo fue ideado por Luis Prieto Vial, y desarrollado (1960-1961) por la oficina de arquitectos BVCH (Carlos Bresciani, Héctor Valdés, Fernando Castillo Velasco, Carlos Huidobro), creadores de obras como la Unidad Vecinal Portales y el Casino de Arica (de estos cuatro profesionales, tres fueron galardonados con el Premio Nacional de Arquitectura: Bresciani en 1970, Valdés en 1976 y Castillo en 1983); la construcción estuvo a cargo de Bolton, Larraín y Prieto (1962-1964).
El proyecto pretendía ser la puerta al sector oriente de la ciudad, integrándose de manera armónica al parque Balmaceda y al río Mapocho.

[Las Torres de Tajamar] se pensaron con la convicción de que estábamos haciendo una obra trascendente para el desarrollo de la ciudad. El parque Forestal [...] culmina en este lugar, que era una gran fachada de ciento y tantos metros mirando el parque, o sea era un remate del parque. Nosotros nos planteamos que esos edificios debían ser esculturas dentro del parque y por tanto, tener transparencias hacia la cordillera y juegos de altura para que aparecieran como objetos escultóricos. Eran una especie de puerta hacia el barrio alto y el remate de la avenida Providencia. Creo que la obra ha perdurado bien en el tiempo. Se incorporó al paisaje de Santiago con entera armonía.
Fernando Castillo Velasco, The Clinic, 2008.

A pesar de que en un comienzo se proyectó una torre de 35 pisos, finalmente los arquitectos ejecutantes la redujeron a 28 junto a tres edificios de menor altura. Esto era toda una novedad para Santiago, ya que por esa época era raro ver construcciones que superaran los 7 pisos de altura. Otras características vanguardistas que se aplicaron en el conjunto fueron el uso de hormigón a la vista y la integración de comercios con residencias en una misma construcción.
Tras haberse paralizado las inversiones por la elección presidencial de 1964, la construcción se inauguró en 1967.